# Домінік Піла
Домінік Піла (пол. Dominik Piła, нар. 6 травня 2001, Свідниця, Польща) — польський футболіст, вінгер клубу «Лехія» (Гданськ).

## Ігрова кар'єра

### Клубна
Домінік Піла є вихованцем футбольної академії клубу «Хробри» з міста Глогув. 1 липня футболіст підписав зклубом перший професійний контракт. І майже одразу дебютував у першій команді у матчах Першої ліги. За результатами сезону 2021/22 клуб «Хробри» посів шосте місце у Першому дивізіоні і Домінік Піла разом з командою брав участь у перехідному турнірі, де тільки у фіналі поступилися місцем в Екстракласі команді «Корона».
У січні 2022 року Домінік Піла підписав контракт з «Лехією» з Гданська. Контракт вступив в дію 1 липня 2022 року.Першу гру у новій команді Піла зіграв 14 серпня 2022 року.

## Збірна
З 2021 року Домінік Піла є гравцем юнацької збірної Польщі (U-20).